# Betty Glamann
Betty Glamann Voorhees (* 21. Mai 1923 in Wellington, Kansas; † 3. September 1990) war eine US-amerikanische Jazz-Harfenistin. Sie spielte mit Kenny Dorham, Duke Ellington und Oscar Pettiford.

## Leben und Wirken
Betty Glamann spielte seit ihrem zehnten Lebensjahr Harfe, besuchte ein Konservatorium, graduierte 1944 am Goucher College und war drei Jahre beim Sinfonieorchester in Baltimore beschäftigt. Sie spielte 1948 bei Spike Jones, gründete 1954 das Smith-Glamann-Quintet, spielte 1955 zeitweise bei Duke Ellington und bei Marian McPartland, und danach 1957–58 mit Oscar Pettiford. Mit der Band von Kenny Dorham nahm sie das Album Jazz Contrasts auf. 1958 war sie an Aufnahmen von Michel Legrand mit Miles Davis und John Coltrane, aber auch an einer Platte von Eddie Costa beteiligt und spielte 1960 mit dem Modern Jazz Quartet. Außerdem entstand ein Album Swinging on a Harp unter eigenem Namen.

## Diskographische Hinweise
- Duke Ellington: A Drum Is A Woman (Columbia, 1957)
- Bill Evans & Eddie Costa: Complete Quartet Recordings (Lone Hill Jazz, 1958)
- Kenny Dorham: Jazz Contrasts (Prestige/OJC, 1957)
- Michel Legrand: Legrand Jazz (Phillips, 1958)[3]
- Modern Jazz Quartet: MJQ 40 (Atlantic, 1952–88)
- Oscar Pettiford: Deep Passion (Impulse!, 1956–57)